# Utqiaġvik
Utqiaġvik (2016. december 1-ig Barrow) település Észak-Alaszkában, a North Slope megyében. Az Amerikai Egyesült Államok legészakibb, a világ 12. legészakibb települése, az északi sarkkörtől 5 fokkal északabbra fekszik. Barrow az észak-alaszkai North Slope megye székhelye és a legnagyobb települése.

## Elhelyezkedése
Utqiaġvik 2100 km-re délre fekszik az Északi-sarktól, 515 km-re északra az északi sarkkörtől. A tundra éghajlata miatt a város alatt egész évben 400 méteres mélységig fagyott a talaj. A várost a National Petroleum Reserve in Alaska (NPRA) veszi körül.
A város három részre van osztva:
- A déli rész neve Barrow side. A három rész közül ez a második legnagyobb és a legrégebbi rész. Itt található a Fred Ipalook Általános Iskola, a Barrow Középiskola, a Wiley Post-Will Rogers repülőtér, a rendőrség, a városháza, a kórház, valamint éttermek és szállodák.
- A középső rész neve Browerville. Ez a legnagyobb a három rész közül. Browerville Barrow lakónegyede. Barrow side-dal két földút köti össze. Itt található a város könyvtára és a posta.
- Az északi rész a legkisebb és a legelszigeteltebb. A helyiek NARL-nak nevezik, mivel itt működött egykor a Tengerészeti Sarkkutató Labor (Naval Arctic Research Lab). Jelenleg itt működik az Ilsagvik Főiskola.

## Nevének eredete
Ukpiaġvik inupiat nyelven annyit tesz: „A hely, ahol hóbaglyokra lehet vadászni.”

## Története

Bálnavadász inupiatok

Régészeti leletek bizonyítják, hogy a város körül már i. sz. 800 körül éltek emberek. A hajósok már több száz évvel ezelőtt pihenőhelyként használták a Barrow-fokot (a jelenlegi város helye) ahol sátrat vertek és néhány napig pihentek, feltöltötték készleteiket. Az európai hajósok itt ismerkedtek  meg az inupiat bálnavadászokkal. Az amerikai hadsereg 1881-ben meteorológiai állomást létesített a Barrow-fokon. A 20. század elején radarállomás létesült, majd 1947-ben kutatóközpont. A Brit Királyi Haditengerészet tisztjei azért jöttek, hogy feltárják a környező partokat és térképeket készítsenek. Az első épület 1888-ban épült, ami egy presbiteriánus templom volt. Barrowt városként 1959-ben fogadták el. Az 1980-as évektől tilos a városban alkoholos italt értékesíteni és birtokolni. 1988-ban a település felkeltette a média figyelmét, amikor három szürke bálna a jég fogságába esett. A bálnákat egy szovjet jégtörő szabadította ki. A történet alapján készítették a Mindenki szereti a bálnákat című romantikus filmet, amit 2012-ben mutattak be. A film története nagyrészt Barrow-ban játszódik.

## Éghajlat

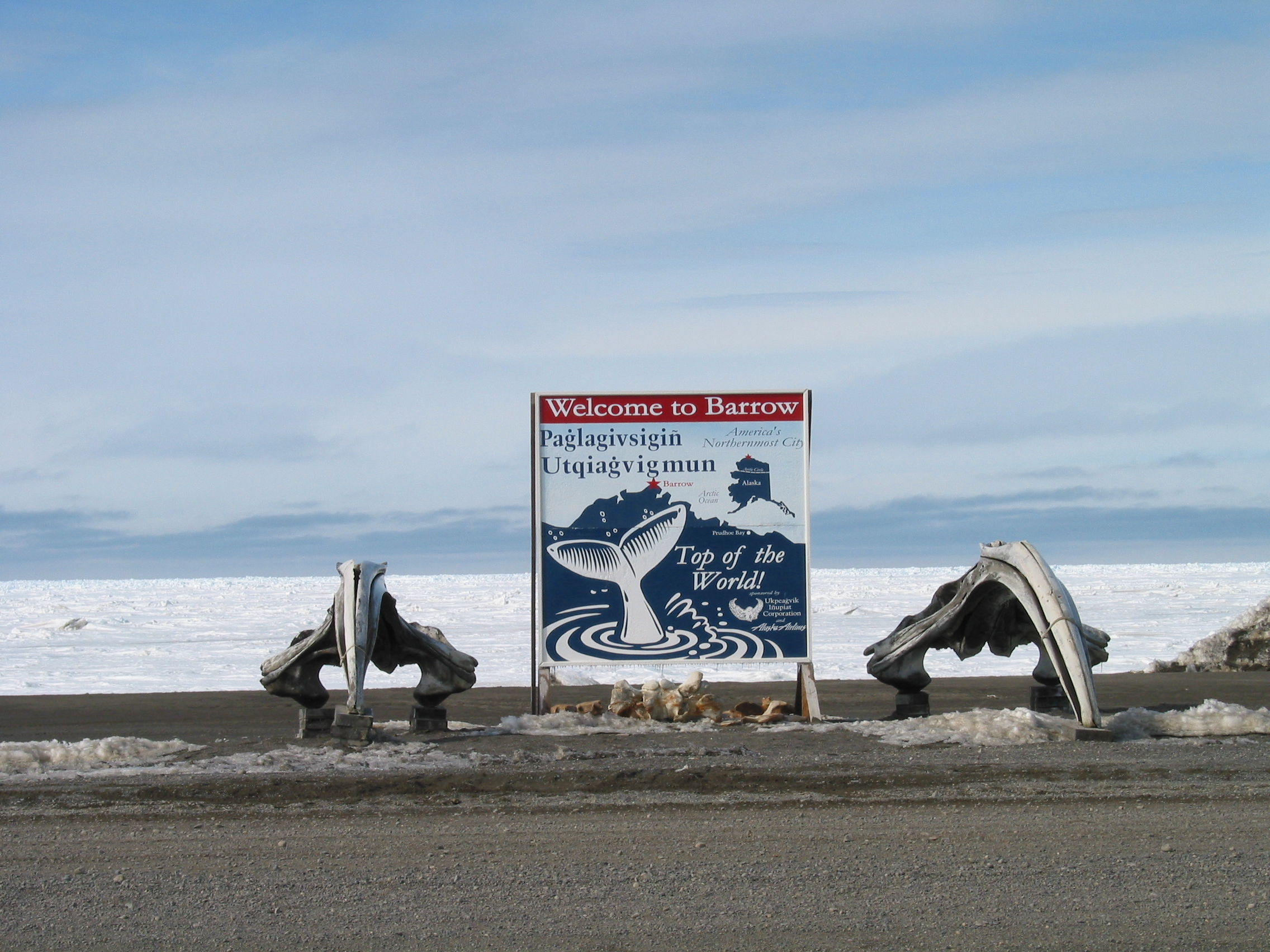
"Isten hozott Barrow-ban"-tábla a város bejáratánál

Utqiaġvik éghajlata tundra, az időjárása rendszerint hideg, száraz, szeles. A téli hónapok a legveszélyesebbek, ilyenkor az akár -45 °C hideg és az erős szél kombinációja a legzordabb körülményeket hozza létre, mivel errefelé nincsenek hegyek, völgyek, melyek a szelet megzaboláznák. Alaszkában itt az egyik legalacsonyabb az évi középhőmérséklet. Átlagosan az év 160 napján 0 °C alatt marad a hőmérő. Gyakoriak a hófúvások. Mivel a település a sarkkörön túl fekszik, a Nap minden év november 18-án vagy 19-én lenyugszik és 65 napig fel sem jön. Ez idő alatt tart a sarkvidéki tél. Márciusban már egyre rövidebbek az éjszakák, ekkor már akár napi 9 órát is süt a nap. Nyáron a hőmérséklet maximum 15 °C-ra emelkedik, de már jegyeztek fel 26 °C-os hőmérsékletet is. Az év szinte minden napján fúj a keleti szél, néha tartósan 60–100 km/órával is.
| Hónap                                   | Jan.  | Feb.  | Már.  | Ápr.  | Máj.  | Jún.  | Júl. | Aug. | Szep. | Okt.  | Nov.  | Dec.  | Év    |
| --------------------------------------- | ----- | ----- | ----- | ----- | ----- | ----- | ---- | ---- | ----- | ----- | ----- | ----- | ----- |
| Rekord max. hőmérséklet (°C)            | 2,0   | 2,0   | 1,0   | 3,0   | 8,0   | 22,0  | 26,0 | 24,0 | 17,0  | 6,0   | 3,0   | 0,0   | 26,0  |
| Átlagos max. hőmérséklet (°C)           | −22,0 | −24,0 | −22,0 | −14,0 | −4,0  | 4,0   | 8,0  | 6,0  | 1,0   | −7,0  | −15,0 | −21,0 | −9,1  |
| Átlaghőmérséklet (°C)                   | −25,0 | −27,0 | −26,0 | −18,0 | −7,0  | 1,0   | 4,0  | 4,0  | −1,0  | −9,0  | −18,0 | −24,0 | −12,1 |
| Átlagos min. hőmérséklet (°C)           | −29,0 | −31,0 | −29,0 | −22,0 | −9,0  | −1,0  | 1,0  | 1,0  | −2,0  | −12,0 | −21,0 | −27,0 | −15,0 |
| Rekord min. hőmérséklet (°C)            | −47,0 | −48,0 | −47,0 | −39,0 | −28,0 | −16,0 | −4,0 | −6,0 | −17,0 | −36,0 | −39,0 | −46,0 | −48,0 |
| Átl. csapadékmennyiség (mm)             | 5     | 4     | 3     | 4     | 4     | 9     | 23   | 26   | 17    | 12    | 6     | 4     | 118   |
| Forrás: Western Regional Climate Center |       |       |       |       |       |       |      |      |       |       |       |       |       |

## Demográfia

### 2000
2000-ben 4683 fő, 976 család élt Barrow 1399 háztartásában. A lakosság 57,19%-a inupiat eszkimó, 21,83%-a fehér ember, 9,41%-a ázsiai, 1%-a afroamerikai, 1,35%-a csendes-óceáni, 0,70%-a egyéb, 8,51%-a két vagy több rasszhoz tartozott. A lakosság 3,34%-a vallotta magát spanyol anyanyelvűnek. A város 1399 háztartásának 56,5%-ában él 18 év alatti gyermek. A háztartások átlagos mérete 3,27, a családok átlagos mérete 3,91 fő volt.
A város népsűrűsége 96,1 fő/km² volt.

### 2010
2010-ben a város népessége 4212 fő volt.

## Közlekedés
Utqiaġvikben található repülőtér (Wiley Post–Will Rogers Memorial Airport), ahonnan rendszeresen indulnak járatok Fairbanksbe és Anchorage-ba. A város az észak-alaszkai partvonal légi közlekedési csomópontja. Bár az utak többségén nincs burkolat, a talaj egész évben fagyott, tehát sár nem jelenik meg, ezért nem okoz gondot. Taxik is közlekednek a településen. Más településekkel nem köti össze szárazföldi út.

## Testvértelepülések
| Város                                      | Ország    |
| ------------------------------------------ | --------- |
| Ushuaia (Dél-Amerika legdélibb települése) | Argentína |
| Forrás:                                    |           |

## Fordítás
Ez a szócikk részben vagy egészben  a   Barrow, Alaska című angol Wikipédia-szócikk fordításán alapul.  Az eredeti cikk szerkesztőit annak laptörténete sorolja fel. Ez a jelzés csupán a megfogalmazás eredetét és a szerzői jogokat jelzi, nem szolgál a cikkben szereplő információk forrásmegjelöléseként.